# Lliga catalana de bàsquet masculina 1986-1987
La Lliga Nacional catalana de bàsquet 1986-1987 fou la setena edició de la Lliga catalana. Se celebrà des del 24 d'agost fins al 30 de setembre de 1986. Hi participaren sis equips, cinc de la Primera Divisió de la Lliga espanyola de bàsquet i un de la Primera B, l'Ordenadores APD Mataró. Fou presentada oficialment el 20 d'agost al Saló Torres García del Palau de la Generalitat de Catalunya, que compta amb l'assistència del president de la FCBQ, Narcís Piquet, i el director general d'esports de la Generalitat, Josep Lluís Vilaseca. Com en edicions anteriors, la competició fou patrocinada per La Vanguardia. La final de la Lliga catalana fou retransmesa en directe per TV3.
Es proclamà campió el Ron Negrita Joventut, que guanyà per 98 a 97 al FC Barcelona i trencà l'hegemonia del club blaugrana. El pivot americà del club verd-i-negre, Mike Schultz, fou escollit MVP de la final.

## Sistema de competició
El torneig es diputà en dues fases, la primera, en format de lligueta, i la segona, amb la final del campionat. En la primera fase, els clubs participants es distribuïren en dos grups de tres equips cadascun. Disputaren una lliga regular a doble volta, un partit com a local i l'altre com a visitant, amb un total de quatre jornades.
La classificació s'establí d'acord amb els punts totals obtinguts per cada equip en finalitzar la primera fase. Obtingueren dos punts per cada victòria i cap punt per cada derrota. Els dos primers classificats d'ambdós grups es classificaren per a disputar la final del campionat, que se celebrà el 30 de setembre al Pavelló del CB Granollers.

## Clubs participants
- FC Barcelona
- Ron Negrita Joventut
- TDK Manresa
- Gin MG Sarrià
- Ordenadores APD Mataró
- Cacaolat Granollers

## Primera fase

### Grup A

#### Classificació
| Pos | Equip         | PJ | G | P | PF  | PC  | DP  | Pts |                          |        | FCB   | MAN   | SAR    |
| --- | ------------- | -- | - | - | --- | --- | --- | --- | ------------------------ | ------ | ----- | ----- | ------ |
| 1   | FC Barcelona  | 4  | 3 | 1 | 371 | 305 | +66 | 7   | Classificat per la final |        | —     | 92–67 | 101–68 |
| 2   | TDK Manresa   | 4  | 2 | 2 | 326 | 345 | −19 | 6   |                          |        | 79–75 | —     | 93–88  |
| 3   | Gin MG Sarrià | 4  | 1 | 3 | 337 | 384 | −47 | 5   |                          | 91–103 | 90–87 | —     |        |

#### Lligueta
| 24 d'agost de 1986 | FC Barcelona                                  | 92–67                            | TDK Manresa                                           | Barcelona       |  |
| 20:00 CET          | Puntuació per part: 40-34, 52-33              | Puntuació per part: 40-34, 52-33 | Puntuació per part: 40-34, 52-33                      |                 |  |
|                    | Pts: Sibilio 21 Rebs: Bryant 13 Asts: Costa 5 | Informe                          | Pts: Pujolrás 12 Rebs: Mayés, Herranz 6 Asts: Creus 1 | Palau Blaugrana |  |

| 27 d'agost de 1986 | TDK Manresa | 93–88 | Gin MG Sarrià | Manresa             |
| 20:30 CET          |             |       |               |                     |
|                    |             |       |               | Pavelló Nou Congost |

| 30 d'agost de 1986 | Gin MG Sarrià | 91–103 | FC Barcelona | Barcelona |  |
| 19:00 CET          |               |        |              |           |  |
|                    |               |        |              |           |  |

| 3 de setembre de 1986 | TDK Manresa | 79–75 | FC Barcelona | Manresa |  |
| 20:30 CET             |             |       |              |         |  |
|                       |             |       |              |         |  |

| 6 de setembre de 1986 | Gin MG Sarrià | 90–87 | TDK Manresa | Barcelona |  |
| 20:00 CET             |               |       |             |           |  |
|                       |               |       |             |           |  |

| 10 de setembre de 1986 | FC Barcelona | 101–68 | Gin MG Sarrià | Barcelona       |
| 20:00 CET              |              |        |               |                 |
|                        |              |        |               | Palau Blaugrana |

### Grup B

#### Classificació
| Pos | Equip                  | PJ | G | P | PF  | PC  | DP  | Pts |                          |       | CJB    | GRA    | MAT    |
| --- | ---------------------- | -- | - | - | --- | --- | --- | --- | ------------------------ | ----- | ------ | ------ | ------ |
| 1   | Ron Negrita Joventut   | 4  | 4 | 0 | 418 | 350 | +68 | 8   | Classificat per la final |       | —      | 113–83 | 101–95 |
| 2   | Cacaolat Granollers    | 4  | 1 | 3 | 358 | 393 | −35 | 5   |                          |       | 95–111 | —      | 91–96  |
| 3   | Ordenadores APD Mataró | 4  | 1 | 3 | 377 | 410 | −33 | 5   |                          | 77–93 | 91–107 | —      |        |

#### Lligueta
| 25 d'agost de 1986 | Ordenadores APD Mataró                 | 91–107                           | Cacaolat Granollers                                | Mataró                        |  |
| 20:30 CET          | Puntuació per part: 58-52, 33-55       | Puntuació per part: 58-52, 33-55 | Puntuació per part: 58-52, 33-55                   |                               |  |
|                    | Pts: Zeno 26 Rebs: Zeno 8 Asts: Zeno 1 | Informe                          | Pts: Robinson 28 Rebs: Robinson 7 Asts: Robinson 2 | Àrbitres: Amorós i Pérez Sanz |  |

| 27 d'agost de 1986 | Ron Negrita Joventut | 101–95 | Ordenadores APD Mataró | Badalona             |
| 20:45 CET          |                      |        |                        |                      |
|                    |                      |        |                        | Pavelló Ausiàs March |

| 30 d'agost de 1986 | Cacaolat Granollers | 95–111 | Ron Negrita Joventut | Granollers                |
| 20:15 CET          |                     |        |                      |                           |
|                    |                     |        |                      | Pavelló del CB Granollers |

| 3 de setembre de 1986 | Cacaolat Granollers | 91–96 | Ordenadores APD Mataró | Granollers                |
| 20:30 CET             |                     |       |                        |                           |
|                       |                     |       |                        | Pavelló del CB Granollers |

| 6 de setembre de 1986 | Ordenadores APD Mataró | 77–93 | Ron Negrita Joventut | Mataró |  |
| 20:30 CET             |                        |       |                      |        |  |
|                       |                        |       |                      |        |  |

| 10 de setembre de 1986 | Ron Negrita Joventut | 113–83 | Cacaolat Granollers | Badalona             |
| 20:45 CET              |                      |        |                     |                      |
|                        |                      |        |                     | Pavelló Ausiàs March |

## Final
| 30 de setembre de 1986 22:00 CET Crònica Partit | FC Barcelona                                                                         | 97–98 | Ron Negrita Joventut                                                                         | Pavelló del CB Granollers, Granollers Àrbitres: Joan Carles Mitjana i Santiago Fernández MVP: Mike Schultz |
| 30 de setembre de 1986 22:00 CET Crònica Partit | Resultat per meitats: 52-51, 45-47                                                   |       |                                                                                              | Pavelló del CB Granollers, Granollers Àrbitres: Joan Carles Mitjana i Santiago Fernández MVP: Mike Schultz |
| 30 de setembre de 1986 22:00 CET Crònica Partit | Pts: Sibilio 32 Rebs: Bryant 10 Assist: Solozábal, Epi, Simpson 1 Rec: Bryant, Epi 3 |       | Pts: Schultz 28 Rebs: Johnson, Schultz 12 Assist: Johnson, Schultz, Montero 1 Rec: Johnson 4 | Pavelló del CB Granollers, Granollers Àrbitres: Joan Carles Mitjana i Santiago Fernández MVP: Mike Schultz |

| FC Barcelona | Ron Negrita Joventut |

| #                   | Pos   | Jugador                   | Pts | Rbs. | Ass. | Rec. |
| ------------------- | ----- | ------------------------- | --- | ---- | ---- | ---- |
| 4                   | A     | Andrés Jiménez            | 14  | 7    | 0    | 0    |
| 5                   | B     | Joaquim Costa             | 4   | 2    | 0    | 2    |
| 6                   | A     | Chicho Sibilio            | 32  | 4    | 0    | 2    |
| 7                   | B     | Nacho Solozábal           | 4   | 0    | 1    | 1    |
| 9                   | E     | Kenneth Simpson           | 9   | 2    | 1    | 3    |
| 10                  | AP    | Julián Ortiz              | 0   | 0    | 0    | 0    |
| 11                  | P     | Juan Domingo de la Cruz   | 2   | 2    | 0    | 1    |
| 13                  | P     | Ferran Martínez i Garriga | N/D | N/D  | N/D  | N/D  |
| 14                  | P     | Wallace Bryant            | 21  | 10   | 0    | 3    |
| 15                  | A     | Juan Antonio San Epifanio | 11  | 3    | 1    | 2    |
| Equip               | Equip | Equip                     | 97  | 30   | 3    | 14   |
| Entrenador          |       |                           |     |      |      |      |
| Aíto García Reneses |       |                           |     |      |      |      |

| Campió de la Lliga Catalana de bàsquet 1986-87 |
| ---------------------------------------------- |
| Club Joventut Badalona Primer títol            |
| MVP                                            |
| Mike Schultz                                   |

| #            | Pos   | Jugador              | Pts | Rbs. | Ass. | Rec. |
| ------------ | ----- | -------------------- | --- | ---- | ---- | ---- |
| 4            | E     | Jordi Pardo          | N/D | N/D  | N/D  | N/D  |
| 5            | B     | Rafael Jofresa       | 7   | 1    | 1    | 0    |
| 6            | A     | Xavier Crespo        | 3   | 2    | 0    | 0    |
| 7            | A     | Josep Maria Margall  | 18  | 2    | 0    | 0    |
| 8            | A     | Jordi Villacampa     | 23  | 1    | 3    | 0    |
| 9            | AP    | Reggie Johnson       | 19  | 12   | 4    | 1    |
| 10           | B     | José Antonio Montero | 0   | 1    | 0    | 1    |
| 11           | A     | Juan Antonio Morales | N/D | N/D  | N/D  | N/D  |
| 12           | P     | Antón Soler          | N/D | N/D  | N/D  | N/D  |
| 13           | A     | Paco Jiménez         | N/D | N/D  | N/D  | N/D  |
| 14           | P     | Juan Rosa            | N/D | N/D  | N/D  | N/D  |
| 15           | P     | Mike Schultz         | 28  | 12   | 2    | 1    |
| Equip        | Equip | Equip                | 98  | 31   | 3    | 10   |
| Entrenador   |       |                      |     |      |      |      |
| Alfred Julbe |       |                      |     |      |      |      |